# رصدخانه اوندگف
رصدخانه اوندگف (چکی: Observatoř Ondřejov) رصدخانهٔ اصلی مؤسسهٔ اخترشناسی (Astronomický ústav) آکادمی علوم جمهوری چک است. این رصدخانه در نزدیکی روستای اوندریوف، در ۳۵ کیلومتری (۲۲ مایلی) جنوب شرقی پراگ، در جمهوری چک واقع شده‌است.
این رصدخانه دارای یک تلسکوپ ۲ متری (۶ فوت ۷ اینچی) است که بزرگترین تلسکوپ در جمهوری چک است.
این تأسیسات در سال ۱۸۹۸ توسط اخترشناس آماتور و کارآفرین چک، جوزف یان فریچ به عنوان یک رصدخانهٔ خصوصی ساخته شد. در ۲۸ اکتبر ۱۹۲۸، او این تسهیلات را به مناسبت جشن دهمین سالگرد استقلال این کشور به دولت چکسلواکی اهدا کرد. این رصدخانه که در ارتفاع ۵۰۰ متری (۱۶۰۰ فوت) و به دور از آلودگی هوا و نور پراگ شهری قرار دارد، تا زمان تأسیس آکادمی علوم چکسلواکی در سال ۱۹۵۳ توسط دانشگاه کارل اداره می‌شد که از آن پس آن را با همان عنوان اداره می‌کرد. بخشی از مؤسسهٔ نجوم آن در ارتباط با سایر رصدخانه‌های چکسلواکی است.
در سال ۱۹۶۷، تلسکوپی به عرض ۲ متر (۶ فوت ۷ اینچ) به رصدخانه افزوده شد که در آن زمان هفتمین تلسکوپ بزرگ جهان بود. در حال حاضر این بزرگترین تلسکوپ در جمهوری چک و در صد دوم (از ۱۰۱ تا ۲۰۰) تلسکوپ‌ها در جهان است.